# Phyllomyza rubricornis
Phyllomyza rubricornis is een vliegensoort uit de familie van de Milichiidae. De wetenschappelijke naam van de soort is voor het eerst geldig gepubliceerd in 1923 door Hermann Schmitz.